# جک تی۶
جک تی۶ یک پیکاپ اندازه متوسط است که توسط جک برای بازار چین تولید می‌شود.

## بررسی اجمالی

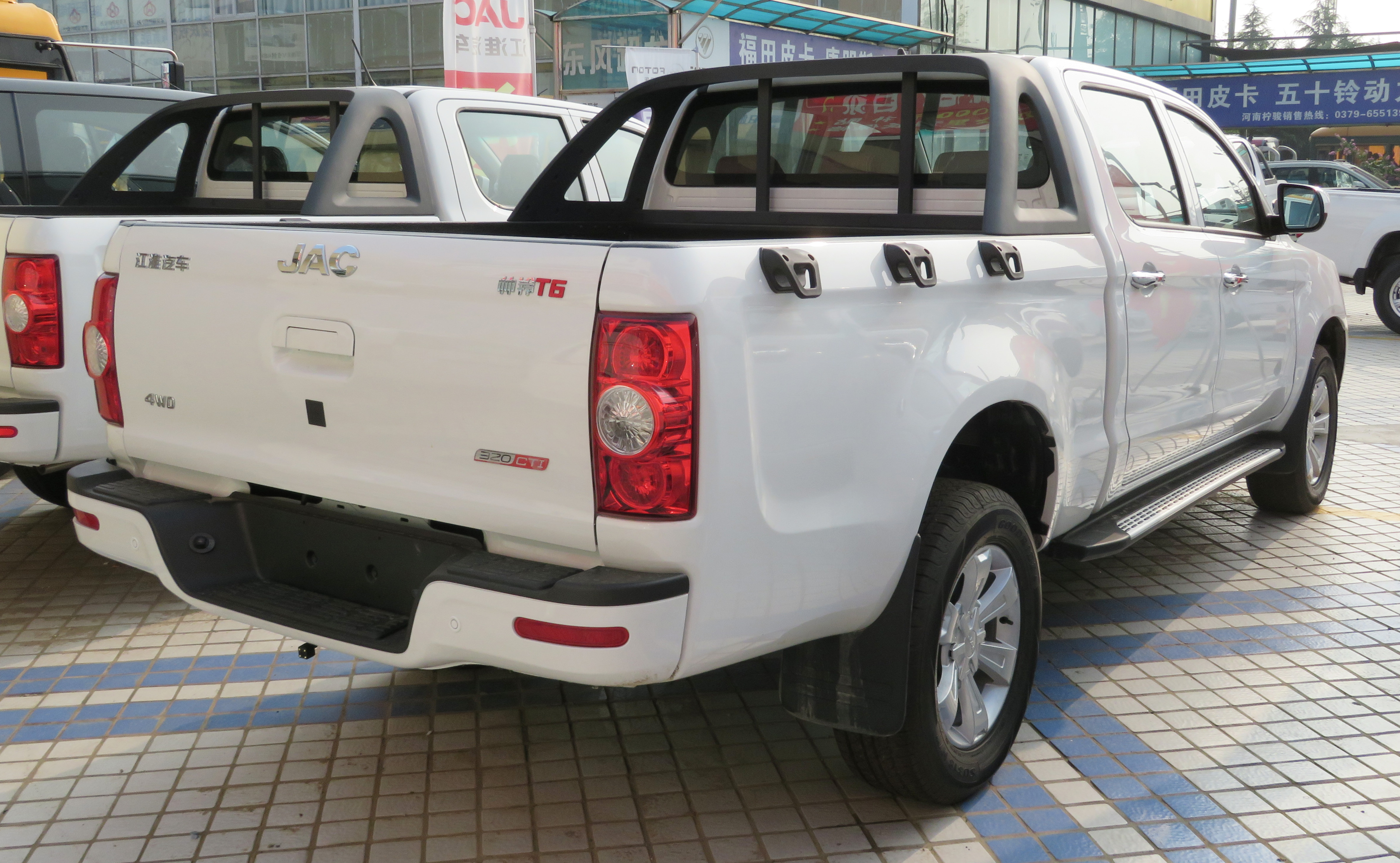
جک تی۶ (عقب)

پیکاپ جک تی۶ در سال ۲۰۱۵ در بازار چین عرضه شد، با قیمت‌هایی از ۸۵۸۰۰ یوان تا ۱۲۷۸۰۰ یوان در سال ۲۰۱۹.
گزینه‌های موتور تی۶ در دو موتور مختلف رونمایی و عرضه شد.
تی۶ دارای یک تخت وانت با ابعاد ۱۵۲۰×۱۵۲۰×۴۷۰ میلی‌متر و نسخه ال‌دبلیوبی در اندازه ۱۸۱۰×۱۵۲۰×۴۷۰ میلی‌متر است که ظرفیت بارگذاری بالاتری را ارائه می‌دهد.

## نسخه برقی
یک نسخه تمام الکتریکی از تی۶ وجود دارد که با نام آی۳-تی۳۳۰ شناخته می‌شود و به باتری ۶۷٫۲ کیلووات ساعتی مجهز شده‌است. نسخه دیگر آی۳-تی۳۳۰ دارای همان باتری است اما در بدنه جک تی۸ (که همچنین یک وانت بار است اما با ابعاد و استایل متفاوت).